# Carl Ramosstadion
Het Carl Ramosstadion is een multifunctioneel stadion in Dangriga, een stad in Belize. 
Het stadion wordt vooral gebruikt voor voetbalwedstrijden, de voetbalclub Griga United maakt gebruik van dit stadion. In het stadion is plaats voor 3.500 toeschouwers. 